# 아다 헤게르베르그
아다 마르티네 스톨스모 헤게르베르그(노르웨이어: Ada Martine Stolsmo Hegerberg, 1995년 7월 10일 ~ )는 노르웨이의 여자 축구 선수이다. 포지션은 스트라이커이며, 현재 프랑스 디비지옹 1 페미닌의 올랭피크 리옹에서 활동하고 있다. 노르웨이의 여자 축구 선수인 안드리네 헤게르베르그의 여동생이기도 하다.

## 클럽 경력

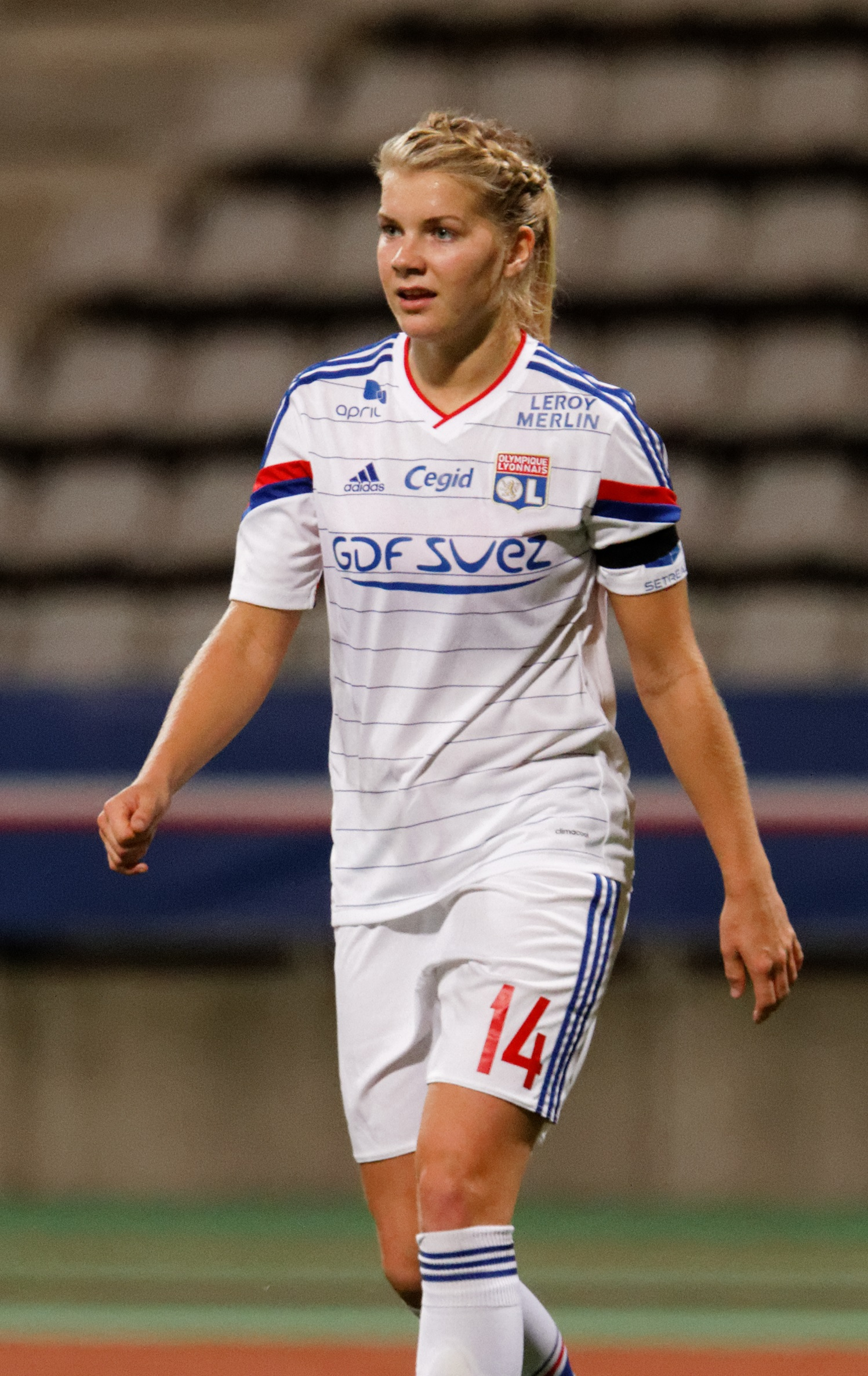
2014년의 헤게르베르그

아다 헤게르베르그는 어린 시절에 언니인 안드리네 헤게르베르그와 함께 순달 포트발에서 선수 생활을 했다. 2010년부터 2011년까지 콜보튼 포트발에서 선수 생활을 했으며 2011 톱세리엔 시즌에서 최우수 신인 선수상을 수상했다. 2012년에는 스타베크 포트발 크빈네르로 이적했고 2012 시즌에서 팀의 톱세리엔 준우승, 노르웨이 여자컵 우승을 이끌었다.
아다 헤게르베르그는 2013년부터 2014년까지 독일의 1. FFC 투르비네 포츠담 소속으로 활동했는데 1. FFC 투르비네 포츠담은 2012-13 시즌, 2013-14 시즌에서 프라우엔-분데스리가 준우승을 기록했다. 2014년에는 프랑스의 올랭피크 리옹으로 이적하면서 팀의 디비지옹 1 페미닌 4회 우승, 쿠프 드 프랑스 페미닌 3회 우승, UEFA 여자 챔피언스리그 3회 우승에 공헌했다. 2016년에는 UEFA 올해의 여자 선수, 노르웨이 스포츠 기자 협회가 선정한 노르웨이 올해의 스포츠 선수로 선정되는 영예를 안았고 2017년에는 영국 방송 협회(BBC)가 선정한 올해의 여자 축구 선수로 선정되는 영예를 안았다.
아다 헤게르베르그는 2018년 12월 3일에 프랑스 파리에서 열린 발롱도르 시상식에서 여자 발롱도르(Ballon d'Or Féminin) 초대 수상자로 선정되는 영예를 안았다. 2018년 발롱도르 시상식 진행자를 맡았던 프랑스의 디스크자키인 마르탱 솔베이그는 아다 헤게르베르그에게 트워킹(엉덩이춤)을 출 수 있느냐고 물었지만 헤게르베르그는 이를 거절했다. 솔베이그의 이러한 행동은 성 차별에 해당한다는 비판을 받았고 솔베이그는 헤게르베르그에게 사과하게 된다.
아다 헤게르베르그는 2019년 4월 13일에 열린 파리 생제르맹과의 2018-19 디비지옹 1 페미닌 경기에서 1골, 1도움을 기록하면서 올랭피크 리옹이 파리 생제르맹을 상대로 5-0 승리를 기록하는 데에 기여했다. 올랭피크 리옹은 10일 후에 2018-19 디비지옹 1 페미닌에서 우승을 차지하게 된다. 2018-19 쿠프 드 프랑스 페미닌에서는 그르노블 푸트 38과의 준결승전 경기에서 1골, 릴 OSC와의 결승전 경기에서 2도움을 기록했고 올랭피크 리옹의 2018-19 쿠프 드 프랑스 페미닌 우승에 기여하게 된다.
아다 헤게르베르그는 2019년 5월 18일에 열린 바르셀로나와의 2018-19 UEFA 여자 챔피언스리그 결승전에서 해트트릭을 기록했는데 이는 역대 UEFA 여자 챔피언스리그 결승전에서 최초로 나온 해트트릭이기도 하다. 올랭피크 리옹은 바르셀로나에 4-1 승리를 기록하면서 통산 4번째 UEFA 여자 챔피언스리그 우승을 차지하게 된다.
아다 헤게르베르그는 2019년 10월 30일에 열린 자신의 UEFA 여자 챔피언스리그 50번째 경기에서 개인 통산 53번째 골을 기록하면서 역대 개인 최다 득점 기록을 수립했다.

## 국가대표 경력
아다 헤게르베르그는 이탈리아에서 개최된 2011년 UEFA U-19 여자 축구 선수권 대회에서 노르웨이의 준우승을 견인했으며 2011년 11월 19일에 열린 북아일랜드와의 UEFA 여자 유로 2013 예선 경기에 교체 출전하면서 노르웨이 여자 축구 국가대표팀 선수로 데뷔했다. 일본에서 개최된 2012년 FIFA U-20 여자 월드컵에서는 언니와 함께 대회에 참가하면서 노르웨이의 8강전 진출을 견인했다. 특히 캐나다와의 조별 예선 경기에서는 자매가 1골씩을 기록하여 노르웨이의 2-1 승리를 견인했다.
스웨덴에서 개최된 UEFA 여자 유로 2013에서 준우승을 차지한 노르웨이 여자 축구 국가대표팀 명단에 이름을 올리면서 UEFA 유럽 여자 축구 선수권 대회에 처음 참가했다. 아다 헤게르베르그가 처음 출전한 UEFA 유럽 여자 축구 선수권 대회 경기는 2013년 7월 11일에 열린 아이슬란드와의 조별 예선 경기로서 노르웨이는 해당 경기에서 1-1 무승부를 기록했다. 스페인과의 8강전 경기에서는 자신의 UEFA 유럽 여자 축구 선수권 대회 첫 골을 기록하면서 노르웨이의 3-1 승리를 견인했다. 노르웨이는 독일과의 결승전 경기에서 0-1로 패배하면서 준우승을 차지하게 된다.
캐나다에서 개최된 2015년 FIFA 여자 월드컵에서는 태국과의 조별 예선 경기에서 1골, 코트디부아르와의 조별 예선 경기에서 2골을 기록하여 노르웨이의 16강전 진출을 견인했다. 네덜란드에서 개최된 UEFA 여자 유로 2017에서는 언니와 함께 대회에 참가했으나 노르웨이는 해당 대회의 조별 예선에서 졸전 끝에 3전 전패로 탈락했다. 이후 아다 헤게르베르그는 2017년 여름에 여자 축구의 대우와 관련된 노르웨이 축구 협회와의 분쟁으로 인해 국가대표 활동을 잠정 중단하였고 프랑스에서 개최된 2019년 FIFA 여자 월드컵에 대해 불참 선언을 했다.
이후 UEFA 여자 유로 2022부터는 국가대표팀에 다시 합류했으나, UEFA 여자 유로 2022에서 북아일랜드에 4-1의 승리를 거두고도, 잉글랜드에 0-8의 대패, 오스트리아에 0-1의 석패를 당하여 8강 진출에 실패하였다.

## 수상

### 클럽
스타베크 포트발 크빈네르
- 노르웨이 여자컵 1회 준우승 (2012)

올랭피크 리옹
- 디비지옹 1 페미닌 5회 우승 (2014-15, 2015-16, 2016-17, 2017-18, 2018-19)
- 쿠프 드 프랑스 페미닌 4회 우승 (2014-15, 2015-16, 2016-17, 2018-19)
- UEFA 여자 챔피언스리그 4회 우승 (2015-16, 2016-17, 2017-18, 2018-19)

### 국가대표
- UEFA 여자 유로 2013 준우승

### 개인
- 2016년 UEFA 올해의 여자 선수 수상
- 2016년 노르웨이 스포츠 기자 협회 선정 노르웨이 올해의 스포츠 선수 수상
- 2017년 영국 방송 협회(BBC) 선정 올해의 여자 축구 선수 수상
- 2018년 여자 발롱도르 수상
- 2019년 영국 방송 협회(BBC) 선정 올해의 여자 축구 선수 수상

### 참고주
1. ↑  한국일보 웹뉴스팀 (2018년 12월 4일). “발롱도르 첫 여성 수상자에 '엉덩이 춤' 요구한 진행자”. 《한국일보》. 2018년 12월 4일에 확인함.
2. ↑  “Ada Hegerberg: Lyon striker breaks Women's Champions League goalscoring record”. 《www.bbc.co.uk》. 영국 방송 협회 (BBC). 2019년 10월 30일.
3. ↑  이상철 (2019년 5월 2일). “‘발롱도르’ 노르웨이 헤게르베르그, 女월드컵 불참”. 《MK스포츠》. 2019년 5월 7일에 확인함.